# ب‌ام‌و ۱۱۴
ب‌ام‌و ۱۱۴ (به انگلیسی: BMW 114) یک موتور هواگرد ساختِ کارخانهٔ ب‌ام‌و در کشور آلمان است.